# Les Chéris
Les Chéris is een plaats en voormalige gemeente in het Franse departement Manche in de regio Normandië en telt 238 inwoners (2004).
De plaats maakt deel uit van het arrondissement Avranches en sinds 1 januari 2016 van de gemeente Ducey-Les Chéris.

## Geografie
De oppervlakte van Les Chéris bedraagt 5,9 km², de bevolkingsdichtheid is 40,3 inwoners per km².
De onderstaande kaart toont de ligging van Les Chéris met de belangrijkste infrastructuur en aangrenzende gemeenten.

## Demografie
Onderstaande figuur toont het verloop van het inwonertal (bron: INSEE-tellingen).